# Thecla adela
Thecla adela är en fjärilsart som beskrevs av Otto Staudinger 1888. Thecla adela ingår i släktet Thecla och familjen juvelvingar. Inga underarter finns listade i Catalogue of Life.